# Elán 3000
Elán 3000 az Elán együttes tizenegyedik nagylemeze 2002-ből, amely Szlovákiában jelent meg. Ez az együttes első olyan albuma, amely Jožo Ráž súlyos motorbalesete után készült.

## Dalok
1. Maštalný ples (Jursa) – 3:56
2. Zaľúbení (Jursa) – 4:46
3. Zanedbaný sex (Baláž – Jursa) – 3:55
4. Byť mladý (Ráž – Filan) – 3:48
5. Ešte nie (Baláž – Jursa) – 4:30
6. Ako sa máš (Baláž – Jursa) – 4:55
7. Otázniky (Patejdl – Soviar) – 3:46
8. Pozerajte sa mi do očí (Patejdl – Jursa) – 4:22
9. O láske (Baláž – Jursa) – 4:26
10. Krehká (Patejdl – Jursa) – 3:53
11. Jericho (Horňák – Jurika) – 4:45
12. Nepolepšiteľní (Patejdl – Jursa) – 4:17
13. Spravme to?! (Jursa) – 7:12
14. Prší, prší – 0:50

## Az együttes tagjai
- Jožo Ráž – basszusgitár, ének
- Jano Baláž – gitár, ének
- Václav Patejdl – billentyűs hangszerek, ének
- Farnbauer Péter – gitár, billentyűs hangszerek
- Ľubomír Horňák – billentyűs hangszerek, vokál
- Juraj Kuchárek – dobok, ütős hangszerek

Közreműködött:
- Juraj Burian – akusztikus gitár (9)
- Jozef Krajčovič, Marek Tkáčik – zenei rendező és mastering
- Miroslav Baláž – fényképész
- Alan Lesyk – borítóterv